# Municipio de East Coventry
El municipio de East Coventry (en inglés: East Coventry Township) es un municipio ubicado en el condado de Chester en el estado estadounidense de Pensilvania. En el año 2000 tenía una población de 4566 habitantes y una densidad poblacional de 163,5 personas por km².

## Geografía
El municipio de East Coventry se encuentra ubicado en las coordenadas 40°12′00″N 75°37′35″O / 40.20000, -75.62639.

## Demografía
Según la Oficina del Censo en 2000 los ingresos medios por hogar en la localidad eran de $58 125 y los ingresos medios por familia eran de $68 384. Los hombres tenían unos ingresos medios de $48 750 frente a los $32 031 para las mujeres. La renta per cápita de la localidad era de $27 257. Alrededor del 1,9% de la población estaba por debajo del umbral de pobreza.